# De Ortu et Obitu Patrum
De Ortu et Obitu Patrum è un'opera di Isidoro di Siviglia. Si tratta di un opuscolo esegetico composto dalla collezione di piccole biografie riferite a diversi personaggi delle Sacre Scritture.

## Contenuti, lingua e stile
L’opera presenta, in brevi medaglioni, 86 personaggi dei due testamenti, da Adamo a Tito, riferendone azioni e virtù. L’impostazione dell’opuscolo è informativa, ma i giudizi dell’autore spesso assumono riflessi pedagogico-morali. Il trattato non è collocabile in un concreto genere letterario, ma rappresenta un mosaico di tradizioni che unisce più aspetti: il commento esegetico, quello letterale e quello morale sulla condotta dei personaggi della Bibbia. Si tratta anche di una collezione di Vitae in forma compendiata, che ha come antecedente diversi cataloghi di notizie su profeti, apostoli ed evangelisti.
Alla prefazione seguono i vari capitoli sui personaggi di Antico e Nuovo Testamento, di estensione molto variabile. Una scheda biografica è composta da una serie di informazioni sulla figura in questione:
- Nome del personaggio, talvolta associato ad un significato etimologico;
- Genealogia e segnalazione del luogo di nascita;
- Rango, ovvero titolo onorifico per cui la figura si distingue (re, profeta, apostolo...);
- Qualità spirituali e morali;
- Opere compiute a seconda della sua funzione (per un re le vittorie in battaglia, per un profeta la realizzazione delle profezie, per un apostolo i luoghi e le modalità della predicazione...);
- Notizie sulle circostanze della morte;
- Luogo di sepoltura (sezione che riunisce il maggior numero di excursus);

Spesso non tutte queste caratteristiche vengono trattate in modo sistematico.
L’editore Chaparro Gómez legge il De Ortu come un tipico prodotto della letteratura isidoriana. Si tratta, come per altri lavori del medesimo autore, dell’esposizione di una materia molto concentrata sotto forma di opuscolo maneggevole. Accanto allo stile lapidario, Trisoglio riconosce all’autore una scorrevolezza narrativa che protegge il trattato dall’aridità. Lo stile rappresenta una chiara espressione della dualità isidoriana, riflessa dall’armoniosa coesistenza di una finalità didattica e di una capacità oratoria.

## Datazione, fonti e tradizione testuale
La composizione dell’opera può essere collocata tra il 598 e il 615, senza ulteriori precisazioni. Per quanto riguarda le fonti, Dolbeau, in modo particolare, inserisce il De Ortu in una tradizione che risale alla Prophetarum vitae fabulosae (Recensio Anonyma), cristianizzata in greco a partire da un originale ebraico. Da essa discendono, infatti, il latino De Ortu et Obitu Prophetarum et Apostolorum (Doopa) e la vita di Epifano (Epi), che insieme al Breviarium apostolorum rappresentano le fonti dirette dell’opera, ben rielaborate da Isidoro nella composizione.
L’autorialità del trattato è stata, in passato, a lungo discussa. Tuttavia nessun testimone presenta l’indicazione di un autore diverso da Isidoro di Siviglia, mentre molti manoscritti antichi, che non danno esplicita indicazione, fanno riferimento in modo indiretto a Isidoro, forse perché si credeva che il De Ortu fosse una sezione del Liber proemiorum, vista la forte connessione tematica.
L’opera è giunta fino a noi in due forme molto differenti: come testo unitario oppure frammentata in capitoli che fungono da introduzione ai libri della Bibbia.
Chaparro Gómez basa la sua edizione su 27 manoscritti, antecedenti al X secolo, restituendo un testo depurato rispetto alla precedente edizione di Arévalo (1802). Chaparro suddivide i manoscritti recensiti in due famiglie, una delle quali trasmette la redazione più vicina all’originale isidoriano, mentre l’altra accoglie la maggior parte delle interpolazioni successive, di cui non è possibile stabilire la paternità. In origine l’opera doveva essere composta da 74 capitoli, preceduti da una prefazione; successivamente il testo venne ampliato fino a raggiungere un totale di 85 capitoli. Tra le aggiunte principali, spiccano la notizia della predicazione di Giacomo il Maggiore in Spagna e l’inserimento di alcuni capitoli sui profeti minori.
L’editio princeps si deve a J. Secerius (1529), alla quale sono seguite le edizioni di J. Grineo (1569), De la Bigne (1580), Grial (1599), du Breul (1601), J.A. Fabricius (1714) e Ulloa (1778).

## Obiettivi dell'opera
Il De Ortu et Obitu Patrum è un trattato di erudizione destinato a servire da manuale di apprendimento. Si tratta di una brevis adnotatio caratterizzata dallo stile telegrafico isidoriano: la compilazione di biografie serve a garantire al lettore l’acquisizione delle basi indispensabili per una conoscenza più profonda della Bibbia, seguendo il principio della progressiva assunzione del sapere in ordine di complessità crescente. Dall’altra parte, vi è senza dubbio una volontà etico-didattica finalizzata a rendere le Vitae un mezzo di educazione morale collettiva e individuale.

### Edizioni
- Braulio de Zaragoza, La Renotatio librorum domini Isidori. Introducción, edición critica y traducción, ed. J.C. Martìn Iglesias, San Millán de la Cogolla 2004.
- Divi Isidori Hispalensis episcopi opera omnia, ed. J. Grial, Madrid 1599.
- Isidorus Hispalensis, De ortu et obitu Patrum, ed. C. Chaparro Gómez, Parigi 1985.
- S. Isidori Hispalensis Episcopi Hispaniarum doctoris opera omnia, ed. F. Arevalo, Roma 1797-1803.

### Studi
- F. Trisoglio, Introduzione a Isidoro di Siviglia, Brescia (2009), cap. XII, p. 92.
- La trasmissione dei testi latini del Medioevo, volume II, a cura di L. Castaldi e P. Chiesa, Firenze (2005), pp. 345-352.
- F. Dolbeau, Deux opuscules latins relatifs aux personnages de la Bible et antérieurs à Isidore de Séville, «Revue d'histoire des textes» 16 (1986), pp. 83-139.
- Ch.H. Beeson, Die auꞵerspanische Isidorüberlieferung bis zur Mitte des IX. Jahrhunderts, en Isidor-Studien, München (1913) e M.C. Díaz y Díaz, Index scriptorum latinorum medii aeui hispanorum, cit.